# Cantone di Albi-1
Il Cantone di Albi-1 è una divisione amministrativa dell'arrondissement di Albi.
È stato istituito a seguito della riforma dei cantoni del 2014, che è entrata in vigore con le elezioni dipartimentali del 2015.

## Composizione
Comprende solo parte della città di Albi.